# Кехнець
Кехнець, Кехнец (словац. Kechnec) — село в окрузі Кошиці-околиця Кошицького краю Словаччини. Площа села 10,21 км². Станом на 31 грудня 2016 року в селі проживало 1170 жителів.

## Історія
Перші згадки про село датуються 1220 роком.

## Географія
Протікають Белжанський потік і Соколянський потік.

## Населення
| Рік:            | 1994. | 2004.    | 2014.    | 2024.   |
| --------------- | ----- | -------- | -------- | ------- |
| Кількість осіб: | 841   | 961      | 1172     | 1142    |
| Різниця:        |       | +14,26 % | +21,95 % | -2,55 % |

| Рік:            | 2023. | 2024.   |
| --------------- | ----- | ------- |
| Кількість осіб: | 1140  | 1142    |
| Різниця:        |       | +0,17 % |